# Helmut
Helmut je moško osebno ime.

## Izvor imena
Ime Helmut je germanskega izvora, ki se uporablja predvsem v Nemčiji in Avstriji.

## Različice imena
Hellmut, Helmuth, Hellmuth

## Pogostost imena
Po podatkih Statističnega urada Republike Slovenije je bilo na dan 31. decembra 2007 v Sloveniji število moških oseb z imenom Helmut: 70.

## Znane osebe
Helmut Kohl (1930-2017, nemški politik, kancler),  Helmut Recknagel (*1937, nemški smučarski skakalec), Helmut Schmidt (*1918, nemški politik, kancler)